# Seth Hastings

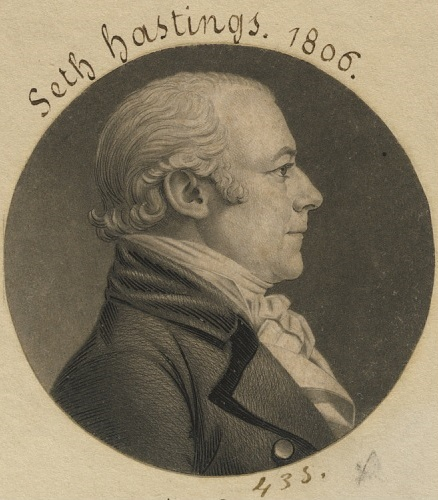
Seth Hastings, vor 1807

Seth Hastings (* 8. April 1762 in Cambridge, Province of Massachusetts Bay; † 19. November 1831 in Mendon, Massachusetts) war ein US-amerikanischer Politiker. Zwischen 1801 und 1807 vertrat er den Bundesstaat Massachusetts im US-Repräsentantenhaus.

## Werdegang
Seth Hastings besuchte bis 1782 die Harvard University. Nach einem anschließenden Jurastudium und seiner 1786 erfolgten Zulassung als Rechtsanwalt begann er in Mendon in diesem Beruf zu arbeiten. Zwischen 1794 und 1795 war er Kämmerer dieser Gemeinde. Im Jahr 1796 wurde er dort Schulbeauftragter. Politisch schloss er sich Ende der 1790er Jahre der von Alexander Hamilton gegründeten Föderalistischen Partei an.
Nach dem Rücktritt des Abgeordneten Levi Lincoln wurde Hastings bei der fälligen Nachwahl für den vierten Sitz von Massachusetts als dessen Nachfolger in das US-Repräsentantenhaus in Washington, D.C. gewählt, wo er am 24. August 1801 sein neues Mandat antrat. Nach zwei Wiederwahlen konnte er bis zum 3. März 1807 im Kongress verbleiben. Seit 1803 vertrat er dort den zehnten Wahlbezirk seines Staates. Während seiner Zeit als Kongressabgeordneter wurde im Jahr 1803 durch den von Präsident Thomas Jefferson getätigten Louisiana Purchase das Staatsgebiet der Vereinigten Staaten beträchtlich erweitert. 1804 wurde der zwölfte Verfassungszusatz ratifiziert.
1806 verzichtete Seth Hastings auf eine erneute Kongresskandidatur. In den Jahren 1810 und 1814 gehörte er dem Senat von Massachusetts an. Von 1819 und 1828 war er Richter im Worcester County. Er starb am 19. November 1831 in Mendon. Sein Sohn William (1798–1842) wurde ebenfalls Kongressabgeordneter.